# 闪点行动：雷霆救兵
《闪点行动：雷霆救兵》是一款2001年发行的第一人称射击游戏。游戏的背景设定在1985年，在一组假想的岛屿上，玩家扮演一名美军士兵，与一股苏联叛军战斗。游戏中还有第三支武装力量，即由当地人组成的游击队，与美军一起抵抗叛军入侵。游戏还有两种扩展版本：《红色战锤》（Red Hammer，包括一个新战役，玩家扮演一名苏联士兵）和《抵抗力量》（Resistance，改善了图像和音响质量，也包括一个新战役，玩家扮演游击队领导人）。2005年11月8日Codemasters发布了Xbox版的《闪点行动：精英》（Operation Flashpoint: Elite），闪点行动非常接近真实战争。
在2011年6月，波希米亞互動工作室重命名《闪点行动》為《武装突袭：冷战突击》（ARMA: Cold War Assault） 。

## 岛屿
原始版本闪点行动中自带的三个岛屿是基于真实世界的岛屿通过等比例缩小所得。是加那利群岛的特内里费岛。Everon是克罗地亚的克尔克岛。 Malden是希腊爱奥尼亚海的萊夫卡斯島。闪点行动的沙漠小岛是迈加尼西翁岛。
闪点行动：抵抗力量中的Nogova岛，并没有真实的岛屿对应，但是它的地标命名使用了开发商Bohemia Interactive所在的捷克共和国许多相似地点的名称。

## 战役

### 雷霆救兵
1985年，戈尔巴乔夫上台，他的改革受到了西方国家的欢迎，但是，共产党政府中的一些强硬派却极力反对。
强硬派中一个叫“Aleksei Guba将军”的狂热的共产主义者，决定推翻戈尔巴乔夫，让自己成为下一个苏联领导人。Guba指挥着一支部队，这支部队驻扎在Kolgujev岛的基地上。在Kolgujev的附近有两个岛，Everon 和Malden，这两个岛都是独立的共和国。其中，Malden岛上驻扎有美国部队（是一个新兵训练营）。Guba率兵入侵了Everon，击溃了当地民兵，并且还在秘密地计划入侵Malden。
美国在Malden的驻军在最高长官Blake上校的命令下，派了两架“黑鹰”直升机前去Everon调查与该岛失去联络的原因，无一返回。美国只在Malden驻扎了很少的军队，在援军短时间内无法到达的情况下，Blake上校决定向Everon发起攻击，一场血腥的战役开始了。最终，美军夺回了Everon，攻占了Kolgujev并活捉了Guba。
在这个战役中玩家扮演四个人物：
- David Armstrong：在Malden基地中受训练的一个新兵，下士，在服完兵役回家前几天战争爆发，他经过一次次战斗磨练成为一支小队的指挥官，最终成为第二次反攻Everon和攻占Kolgujev的登陆行动的总指挥。
- James Gastovski：一个退役的特种兵（Black Op），在战争前被召回，执行各种破坏活动，最终活捉Guba。
- Robert Hammer：一个菜鸟坦克手，因为装甲部队人员紧缺才被允许上前线，由一辆老破M60巴頓的指挥官逐渐成为一支M1A1部队的总指挥。
- Sam Nicholas ：一个UH-60黑鹰直升机的飞行员，不断变换坐骑，从UH-60到AH-1再到AH-64，最终开上A-10雷霆二式攻击机，在美军登陆Kolgujev前轰炸该岛的任务中被击落，本人当了俘虏，最后从執行槍斃的路邊逃脱，回到Kolgujev的美军據點。

### 红色战锤
玩家扮演一名苏联士兵，Dmitri Lukin，在Guba的部队中服役。原为特种兵，后被降职。一次任务中他发现，他的刺杀目标（游击队首长）却是他的一个老熟人，老熟人告诉他Guba背叛了苏联，他在为Guba个人战斗。最后他加入了游击队并与美军一起打败叛军。

### 抵抗力量
时间设定在1982年，那时的Guba还是上校。这个战役发生在一个全新的岛上，此岛叫Nogova。玩家是一名退役的美军特种部队士兵Victor Troska（参加过战争），因为厌倦战争而选择住在Nogova这个与世隔绝的地方。有一天Guba带兵占领了Nogova。游击队的人曾邀请他加入，因为他是全岛唯一有作战经验的人，但被Victor Troska拒绝。一天有一个受伤的游击队员躲到Victor Troska家，随后苏联人赶来搜查。此时玩家面临两个选择：1.拿起游击队员的枪，把来搜查的三个人干掉，接着加入游击队。2.供出游击队员的藏身地点，接着玩家会和Guba见面，被派去侦察抵抗力量的营地。玩家在这时面臨第二次選擇，选择为苏联人提供假情报并加入游击队，否则一回到苏联人那里就会被认为没有利用价值，接着Victor Troska就Guba槍斃……
加入游击队后，玩家会带兵从劫弹药开始一步步将游击队发展壮大，最终令Guba决定撤军，不忍就这样一走了之的Guba调来了三架苏-25战斗机，准备在撤退前将Nogova炸平，玩家闯入机场炸了这三架战机，气急败坏的Guba率领装甲部队在海灘附近追上了Victor Troska，最终，Victor Troska战死，Guba逃回了苏联。
这个战役中Victor Troska会得到他的一个老战友的帮助（就是“雷霆救兵”中活捉Guba的James Gastovski），游击队因此强大了不少。

## 游戏模式
- 战役
- 单人任务
- 多人任务
- CTI:夺取岛屿

通过第三方脚本实现一种类似RTS的玩法，玩家通过各种作战单元的制造扩充自己的武装力量击败竞争对手以最终统一整个岛屿。
- 任务编辑器

## 爱好者团体
闪点行动对于现代化立体化野战的真实模拟为它赢得了一大批严谨的军事游戏爱好者拥趸。它的开放性以及强大的脚本编成能力，也给它带来了非常多的高品质修改包，其中著名的包括：
- OTW台灣工作室 - 中華民國國軍ROC Mod
- SAM军事学院 - 中国最早的OFP专业网站
- VME的中国人民解放军Mod - 对于PLA现有装备的模拟
- FDF Mod - 芬兰国防军Mod
- FFUR - 将OFP的装备以及图像质量带入了21世纪